# Walter Davidson
Walter Edward Davidson (ur. 20 kwietnia 1859 w Valettcie, zm. 15 września 1923 w Sydney) – brytyjski urzędnik państwowy, dyplomata i administrator kolonialny, w latach 1913-1917 gubernator Nowej Fundlandii, a następnie od 1918 aż do śmierci gubernator Nowej Południowej Walii.

## Życiorys

### Kariera zawodowa
Był absolwentem Christ’s College na University of Cambridge. W 1880 dołączył do służby cywilnej Cejlonu, wówczas brytyjskiej kolonii. Po siedemnastu latach pracy doszedł do szczebla burmistrza Kolombo, a w latach 1898-1902 był przewodniczącym rady tego miasta. Następnie przeniósł się do Kolonii Transwalu, w administracji której objął drugie w hierarchii, po gubernatorze, stanowisko sekretarza kolonii.
W 1904 został mianowany gubernatorem Seszeli. Zarządzał kolonią do 1912 roku. Następnie w 1913 został gubernatorem Nowej Fundlandii, gdzie jednak zakres jego obowiązków był zdecydowanie skromniejszy, bowiem terytorium to miało wówczas status dominium brytyjskiego, w związku z czym realna władza polityczna należała do rządu z premierem na czele, a gubernator pełnił głównie rolę wspierającą i reprezentacyjną. Podobny charakter miał ostatni urząd, jaki pełnił – gubernatora Nowej Południowej Walii. Został powołany na to stanowisko we wrześniu 1917, zaś objął je w lutym 1918.
Zmarł w rezydencji gubernatora w Sydney w dniu 15 września 1923 roku, powodem zgonu były kłopoty kardiologiczne. Miał 64 lata.

### Odznaczenia
Davidson był dwukrotnie odznaczany Orderem św. Michała i św. Jerzego. W 1902 otrzymał odznaczenie klasy Komandor (CMG), a w 1914 klasy Rycerz Komandor (KCMG), co uprawniało go do dopisywania przed nazwiskiem tytułu Sir. Ponadto był kawalerem Orderu Świętego Jana Jerozolimskiego.

### Życie prywatne
Davidson długo pozostawał kawalerem, ożenił się w wieku 48 lat. Jego wybranką została Margaret Fielding, która będąc pierwszą damą Nowej Południowej Walii dała się poznać jako aktywistka charytatywna, za co otrzymała Order Imperium Brytyjskiego.